# Aldeboarn

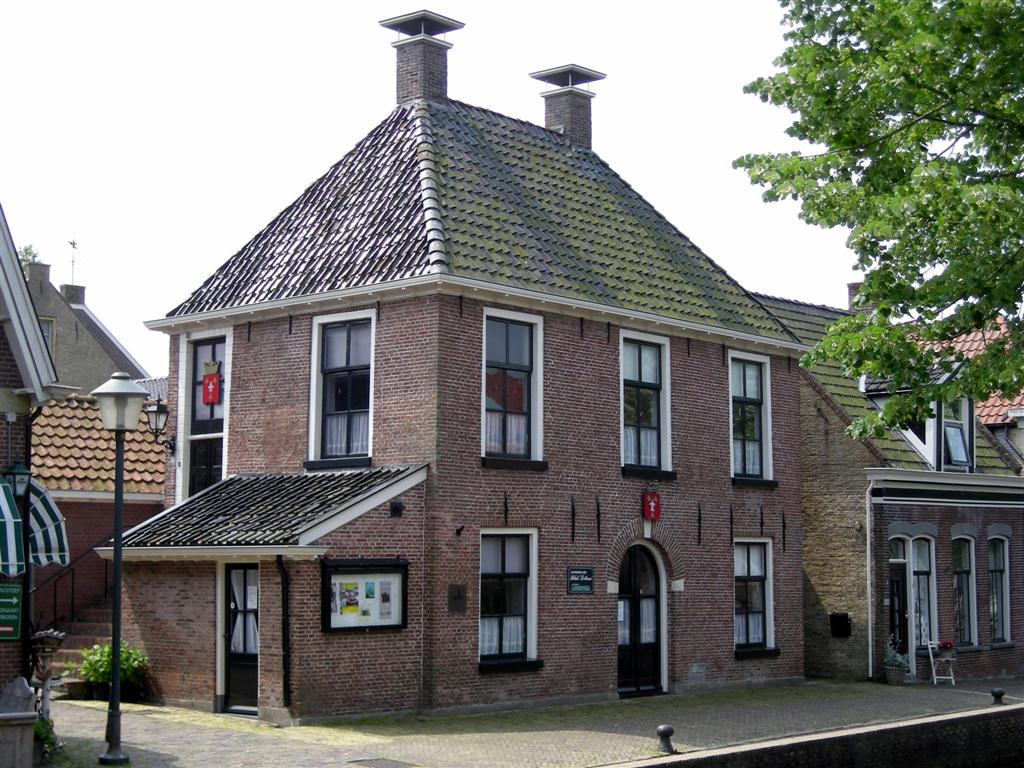
Aldeboarn/Oldeboorn: l'ex-pesa pubblica, ora sede del Museum Aldheidskeamer Uldrik Bottema.

Aldeboarn  (in olandese: Oldeboorn) è un villaggio di circa 1.400-1.500 abitanti del nord-est dei Paesi Bassi, facente parte della provincia della Frisia e situato lungo il corso del fiume Boorne (come suggerisce il nome). Dal punto di vista amministrativo, si tratta di una frazione del comune di Heerenveen; precedentemente aveva fatto parte delle municipalità soppresse di Utingeradeel (fino al 1983) e di Boarnsterhim (fino al 2013).
Nel tardo Medioevo, segnatamente tra il XIII e il XV secolo, fu un importante centro ecclesiastico e commerciale. Gli abitanti della cittadina sono soprannominati tuorkemjitters, un nomignolo che fa riferimento alla torre della locale chiesa di San Pancrazio.

## Geografia fisica
Aldeboarn/Oldeboorn si trova nella parte centrale della provincia della Frisia, tra le località di Grouw e Gorredijk (rispettivamente a sud/sud-est della prima e a nord-est della seconda), a circa 35 km ad est di Sneek e a circa 20 km a nord di Heerenveen.

## Storia
I primi insediamenti umani nella zona in cui sorge il villaggio risalgono a prima di Cristo, come dimostrano alcuni manufatti e sepolture, anche se l'uomo vi si stabilì stabilmente solo a partire dall'VIII secolo.
Nel corso del XIII fu costruita intorno ad una fonte battesimale una chiesa dedicata a San Pancrazio.
Agli inizi del XVII secolo, Aldeboarn è descritto come "un grosso villaggio con una bella chiesa e una bella torre".

## Stemma
Nello stemma di Aldeboarn/Oldeboorn è raffigurata una testa di maiale su sfondo rosso.
Lo stemma riproduce quello inciso in una pietra della torre cittadina e ricorda una cena avvenuta presso la Grote Kerk di Leeuwarden nel 1659.

## Monumenti e luoghi d'interesse

### Architetture religiose

#### Chiesa di San Pancrazio
Tra i principali monumenti di Aldeboarn, figura la chiesa di San Pancrazio o Doelhoftsjerke, costruita nel 1753 e che presenta una torre dell'orologio del 1723-1737, ma le cui origini risalgono - come detto - al XIII secolo.

### Architetture civili

#### Waag (Museum Aldheidskeamer Uldrik Bottema)
Altro luogo d'interesse è il Museum Aldheidskeamer Uldrik Bottema, un museo dedicato alla storia cittadina ed ubicato nell'ex-pesa (Waag) del 1736.

## Cultura

### Eventi
- Gondelvaart[2][10]

## Geografia antropica

### Suddivisioni amministrative
Buurtschappen
- Poppenhúzen
- Warniahúzen

Un tempo faceva parte del villaggio anche la buurschap di Soarremoarre, che ora fa parte del villaggio di Nes.

## Sport
- La squadra di calcio locale è il VV Oldeboorn[11]